# Decret de Rafià
El Decret de Rafià és una inscripció egípcia datada durant el regnat de Ptolemeu IV Filopàtor (221–204 aC), integrant de la dinastia ptolemaica. Forma part del conjunt conegut com a decrets ptolemaics, promulgats pel sínode de sacerdots egipcis en honor del faraó i la seva família, i destinats a ser difosos per tot Egipte.

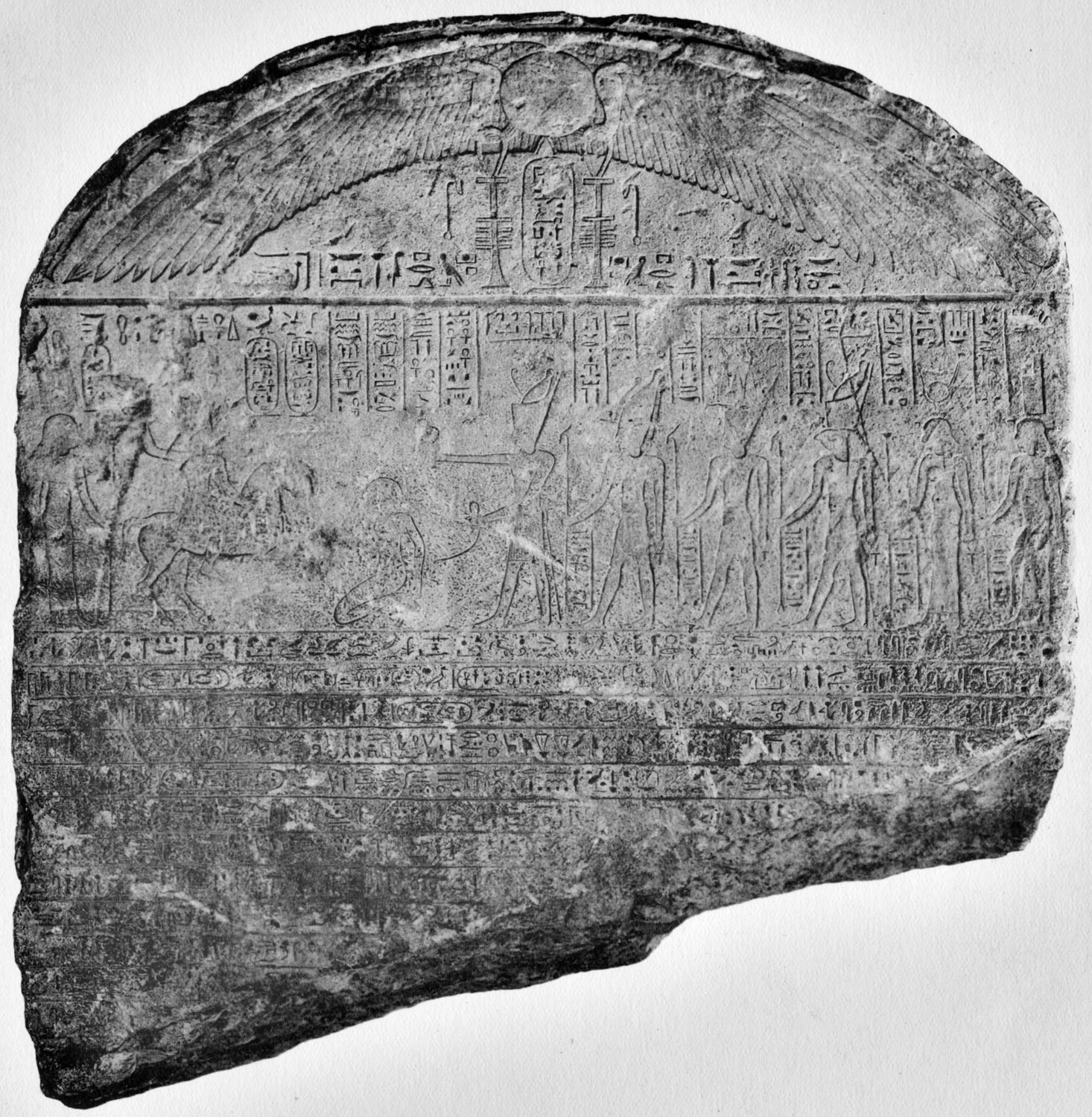
Decret de Rafià, trobat a Memphis

Com altres decrets ptolemaics, el text es va gravar en tres sistemes d’escriptura: jeroglífic, demòtic i grec antic, fet que facilita la seva comprensió gràcies a la traducció a la llengua grega. Aquest model tripartit, compartit amb documents com la Pedra de Rosetta, reflecteix la realitat cultural i lingüística de l’Egipte ptolemaic.

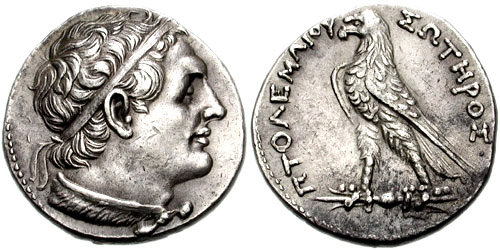
Ptolemeu IV Filopàtor, dinastía Ptolemaica

## Context històric
El decret commemora la victòria obtinguda per Ptolemeu IV a la batalla de Rafià (217 aC), on l’exèrcit ptolemaic va derrotar Antíoc III el Gran, sobirà de l’Imperi Selèucida. Aquesta batalla, descrita per fonts com The Cambridge Ancient History (vol. 7, part 1, p. 437), va ser clau per consolidar el control ptolemaic sobre la regió de Celesíria.
A més de relatar els èxits militars, el decret estableix honors divins per al faraó i la seva família, i recull mesures en benefici dels temples i la població egípcia. Inclou, entre d’altres, exempcions fiscals, privilegis religiosos i disposicions en favor dels ciutadans egipcis, en un moment en què el país era governat per una elit grega sobre una població majoritàriament indígena.
Aquest document és un testimoni valuós del sincretisme religiós i cultural entre egipcis i grecs durant l’època ptolemaica, així com una font per a l’estudi de l’administració i propaganda reial.

### Localització i descobriment
El decret es va gravar en diverses esteles de pedra que es van distribuir per diferents temples de l’antic Egipte. Actualment, només es coneixen dues còpies parcials:
- L’Estela de Memfis, descoberta cap al 1902 i conservada al Museu Egipci del Caire.
- L’Estela de Pithom, trobada el 1923 a Heroònpolis (també coneguda com a Pithom), actualment al Museu del Louvre.

Es desconeixen les dades precises sobre els equips d’arqueòlegs o investigadors que van dur a terme aquestes troballes. Cap de les dues còpies conserva el text complet, i únicament se’n preserven fragments en estat desigual de conservació.

#### Problemàtiques i estudis
L’estudi del Decret de Rafià ha presentat diverses dificultats. D’una banda, cap de les còpies conservades conté el text complet i totes es troben parcialment malmeses, fet que limita les possibilitats de transcripció i interpretació integral. A més, la distribució fragmentària i la manca d’un context arqueològic ben documentat per a cadascuna de les esteles complica la reconstrucció exacta del decret.
Un altre obstacle és la dispersió de les còpies conservades: mentre que una es troba al Museu Egipci del Caire i l’altra al Museu del Louvre, l’accés físic i les condicions de conservació poden dificultar-ne l’estudi conjunt i comparatiu.
Les diferents versions conegudes, a més, podrien contenir petites variants introduïdes en el procés de còpia, un aspecte habitual en les inscripcions oficials de difusió múltiple a l’antic Egipte.
Malgrat aquestes limitacions, els estudis sobre el decret continuen aportant informació rellevant sobre el període ptolemaic, tant des del punt de vista històric i polític com des de la perspectiva epigràfica i religiosa. Els investigadors consideren que les futures revisions i descobertes poden enriquir encara més la comprensió d’aquest document i del context històric en què es va produir.